# Гораждански службаник
Гораждански служабник је црквена богослужбена књига објављена 1. јула 1519. године.
Књигу су у Сопотници код Горажда припремила браћа Ђурађ и Теодор Љубавић.
Прво дјело Горажданске штампарије средњег формата је састављено од 12 свешчица са ћириличном нумерацијом и има укупно 101 штампани лист.
У предговору који је написао Теодор Љубавић није наведено мјесто штампања, али је навео да је рађена по наручиоцу, оцу му Божидару Горажданину.
Литургија садржи вечерње службе, јутрење, литургију Светог Јована Златоустог и Василија Великог, те завршни запис Моленије и колофон.
Служабник Горажданске штампарије сачуван је у 16 непотпуних примјерака. Дијелови се налазе у девет библиотека: Ризница манастира Хиландар, Музеј СПЦ, Народна библиотека Србије, Манастир Никољац, Државни историјски музеј у Москви, Шафарикова збирка у Прагу, Национална библиотека Русије, у библиотеци у Љубљани и један новооткривени примјерак у Библиотеци Епархије зворничко-тузланске у Бијељини, који је уједно и једини сачуван примерак ове књиге у Босни и Херцеговини.